# Mistrzostwa Świata Juniorów w Narciarstwie Dowolnym i Snowboardzie 2018
1. Mistrzostwa Świata Juniorów w Narciarstwie Dowolnym i Snowboardzie – zawody juniorów w narciarstwie dowolnym i snowboardzie, które odbyły się w dniach 24 lutego w białoruskiej miejscowości Raubiczy (skoki akrobatyczne), 12–15 kwietnia 2018 roku w szwedzkim Duved (jazda po muldach) oraz 25 sierpnia – 6 września 2018 roku w nowozelandzkiej Cardronie (half pipe, slopestyle, Big Air, snowcross i konkurencje równoległe). 

## Wyniki narciarstwa dowolnego

### Mężczyźni
| Konkurencja        | Data        | Złoto            | Pkt.   | Srebro                | Pkt.   | Brąz            | Pkt.   |
| Halfpipe           | 4 września  | Nico Porteous    | 93,80  | Dylan Ladd            | 92,80  | Birk Ruud       | 91,80  |
| Skoki akrobatyczne | 24 lutego   | Noé Roth         | 101,40 | Dzmitryj Mazurkiewicz | 94,11  | Sun Jiaxu       | 93,06  |
| Jazda po muldach   | 14 kwietnia | Loke Nilsson     | 86,30  | Albin Holmgren        | 84,98  | Thibaud Mouille | 83,00  |
| Muldy podwójne     | 15 kwietnia | Walter Wallberg  |        | Nicolas Degaches      |        | Takashi Koyama  |        |
| Slopestyle         | 31 sierpnia | Oliwer Magnusson | 87,20  | Sebastian Schjerve    | 84,80  | Kim Gubser      | 83,20  |
| Skicross           | 27 sierpnia | Oliver Davies    |        | Sandro Siebenhofer    |        | Maksim Wichrow  |        |
| Big Air            | 25 sierpnia | Marc Forehand    | 185,00 | Ryan Stevenson        | 184,20 | Thibault Magnin | 182,20 |

### Kobiety
| Konkurencja        | Data        | Złoto                | Pkt.  | Srebro              | Pkt.  | Brąz                 | Pkt.  |
| Halfpipe           | 4 września  | Kelly Sildaru        | 92,20 | Walerija Diemidowa  | 84,80 | Zhang Kexin          | 80,60 |
| Skoki akrobatyczne | 24 lutego   | Lubow Nikitina       | 76,14 | Shao Qi             | 75,60 | Carol Bouvard        | 72,45 |
| Jazda po muldach   | 14 kwietnia | Kisara Sumiyoshi     | 84,76 | Hinako Tomitaka     | 83,74 | Wiktorija Łazarienko | 77,70 |
| Muldy podwójne     | 15 kwietnia | Wiktorija Łazarienko |       | Maia Schwinghammer  |       | Anastasija Kulikowa  |       |
| Slopestyle         | 31 sierpnia | Kelly Sildaru        | 95,20 | Anastasija Tatalina | 90,00 | Kokone Kondo         | 87,00 |
| Skicross           | 27 sierpnia | Mikayla Martin       |       | Mazie Hayden        |       | Elliane Hall         |       |
| Big Air            | 25 sierpnia | Anastasija Tatalina  | 90,40 | Kelly Sildaru       | 84,80 | Łana Prusakowa       | 80,20 |

## Wyniki snowboardu

### Mężczyźni
| Konkurencja         | Data        | Złoto           | Srebro              | Brąz               |
| Snowcross           | 27 sierpnia | Jake Vedder     | Éliot Grondin       | Mike Lacroix       |
| Snowcross drużynowy | 28 sierpnia | zawody odwołano | zawody odwołano     | zawody odwołano    |
| Gigant Równoległy   | 5 września  | Dmitrij Łoginow | Dmitrij Karłagaczow | Ilja Witiugow      |
| Slalom równoległy   | 6 września  | Dmitrij Łoginow | Ilja Witiugow       | Jarosław Stiepanko |
| Halfpipe            | 4 września  | Toby Miller     | Ruka Hirano         | Kaishu Hirano      |
| Slopestyle          | 31 sierpnia | Takeru Otsuka   | Niek van der Velden | Casper Wolf        |
| Big Air             | 25 sierpnia | Takeru Otsuka   | Luke Winkelmann     | William Buffey     |

### Kobiety
| Konkurencja         | Data        | Złoto           | Srebro                | Brąz              |
| Snowcross           | 27 sierpnia | Kristina Paul   | Livia Molodyh         | Sophie Hediger    |
| Snowcross drużynowy | 28 sierpnia | zawody odwołano | zawody odwołano       | zawody odwołano   |
| Gigant Równoległy   | 5 września  | Milena Bykowa   | Gong Naiying          | Marija Wałowa     |
| Slalom równoległy   | 6 września  | Daniela Ulbing  | Anastasija Kuroczkina | Jelena Bołtajewa  |
| Halfpipe            | 4 września  | Mitsuki Ono     | Tessa Maud            | Elizabeth Hosking |
| Slopestyle          | 31 sierpnia | Kokomo Murase   | Annika Morgan         | Sommer Gendron    |
| Big Air             | 29 sierpnia | Kokomo Murase   | Sommer Gendron        | Ren Ziyan         |